# 費夫波因茨 (印第安納州)
五點（英語：Five Points）是位於美國印地安納州艾倫縣的一個非建制地區。該地的面積和人口皆未知。

## 地理
五點的座標為41°05′04″N 84°56′25″W / 41.08444°N 84.94028°W，而該地的平均海拔高度為223米（即732英尺）。